# Cosmetus arietinus
Cosmetus arietinus is een hooiwagen uit de familie Cosmetidae.